# 持法院 (柏市)
持法院（じほういん）は、千葉県柏市藤ケ谷にある天台宗の寺院。

## 歴史
創建年代は不明である。当寺には由来に関する記録は残っていない。ただ一説によれば、鎌倉時代初期に千葉常胤が運慶に如意輪観音像を彫らせ、鎌倉の堂宇に安置していた。その後、承久の乱が勃発したため、当地に移して萱葺き屋根の草庵を建て、藤の花を厨子に飾りたてて安置した。この逸話により、当地は「藤萱村（ふじかやむら）」と呼ばれるようになり、現在の「藤ケ谷（ふじがや）」の地名の由来となった。1223年（貞応2年）に寺院化されたという。
常胤が運慶に彫らせたとされる如意輪観音像は、現在は観音堂に安置されており、秘仏である。ただ、現在の像は中世末期から江戸時代初期のものとみられている。現在残っている厨子も徳川家の三つ葉葵が描かれている。

## 文化財
- 如意輪観音像（柏市指定有形文化財）[4]

## 交通アクセス
- 路線バス沼南体育館前停留所より徒歩16分。